# برقکافت آب قلیایی
برقکافت آب قلیایی یا در اصطلاح رایج الکترولیز آب قلیایی عملیاتی است که در آن با داشتن دو الکترود در یک الکترولیت قلیایی مایع مشخص می‌شود. معمولاً از محلول هیدروکسید پتاسیم (KOH) یا هیدروکسید سدیم (NaOH) با درصد وزنی بین ۲۵ تا ۴۰ استفاده می‌شود.
این الکترودها توسط یک غشا از یکدیگر جدا شده‌اند که گازهای تولید شده را از هم جدا می‌کند و وظیفه اصلی آن انتقال یون‌های هیدروکسید می‌باشد.
این فناوری تاریخ طولانی در صنعت الکتروشیمیایی دارد. اولین تقاضای مهم برای هیدروژن در اواخر قرن نوزدهم برای هواپیماهای سبک پدید آمد. در انتهای این بخش طرحواره‌ای از این دستگاه آورده شده‌است
هدف از بکارگیری چنین دستگاهی استخراج هیدروژن خالص از اب می‌باشد و استفاده از آن هیدروژن به عنوان سوخت جایگزین در صنعت و دنیای امروزی با هدف کاهش آلودگی هوا و رواج توسعه پایدار است.

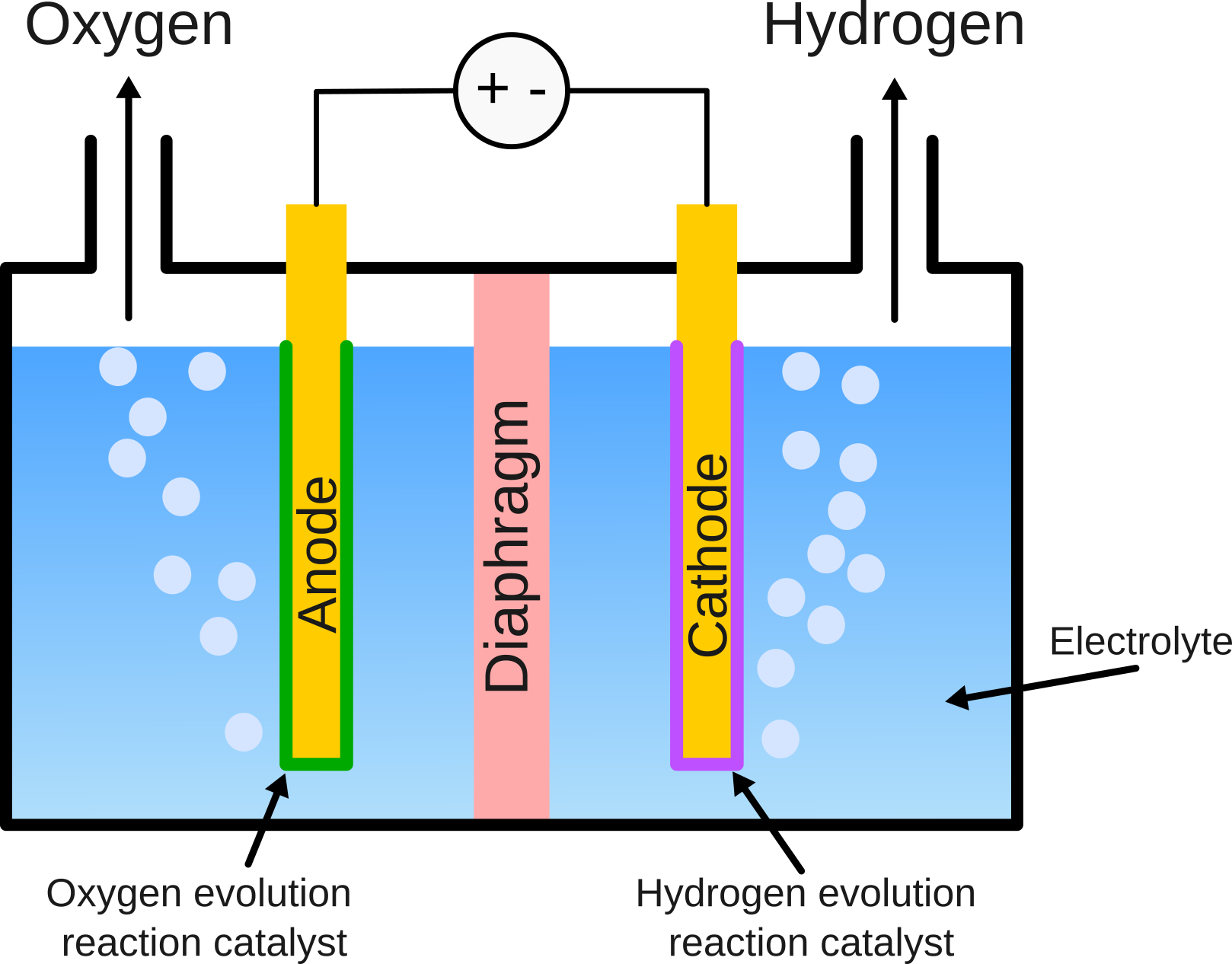
Scheme of alkaline water electrolyzers. The catalysts are added to the anode and cathode to reduce the overpotential.

## مزایا
- عدم تولید گازهای گلخانه‌ای
- تولید هیدروژن با خلوص بالا
- هزینه تولید و پایین نگهداری
- بازده انرژی بالا

## محدودیت‌ها
- نیازمند آب با خلوص بالا
- بازدهی وابسته به دما
- نرخ تولید هیدروژن پایین

## ساختار کلی و مواد آنها
به‌طور کلی الکترولایزر از دو الکترود و یک جداکننده (دیافراگرام) می‌باشند که در ادامه به توضیح آنها پرداخته می‌شود:
به‌طور کلی، فلزات مبتنی بر نیکل به عنوان الکترودهای الکترولیز آب قلیایی استفاده می‌شوند و دلیل اصلی آن قیمت پایین فلز خالص آن در مقایسه با فلزات دیگری نظیر پلاتین می‌باشد. همچنین به عنوان یک فلز پایدار در حین تولید اکسیژن مولکولی می‌باشد. فولاد زنگ‌نزن نیز به گزینه دیگر برای الکترود آن شناخته می‌شود که نسبت به نیکل پایداری بالاتری دارد و همچنین اکتیویته واکنش آن در دمای بالا حین واکنش تولید واکنش اکسیژن مولکولی (OER) می‌باشد.
همچنین برای افزایش خواص کاتالیست الکترودها می‌توان از آلیاژسازی نیکل بهره برده می‌شود برای مثال آلیاژ نیکل-آلومنیوم که به نیکل رینی نیز شناخته می‌شود با خواص کاتالیزوری مناسب از جمله گزینه‌های رایج مورد استفاده است.
الکترودها معمولاً توسط یک فویل منفذی نازک (با ضخامت بین ۰٫۰۵۰ تا ۰٫۵ میلی‌متر) از یکدیگر جدا شده‌اند که به آن جداکننده گویند. جداکننده به رسانایی الکترونی ندارد، بنابراین از اتصال کوتاه الکتریکی بین الکترودها جلوگیری می‌کند و در عین حال فاصله‌های کوچک بین الکترودها را امکان‌پذیر می‌کند. همچنین رسانایی یونی توسط محلول آبی قلیایی از طریق نفوذ آن‌ها تأمین می‌گردد.
رایج‌ترین ماده مورد استفاده در جداکننده Zirfon می‌باشد که ترکیبی از زیرکونیا (اکسید زیرکونیم) و پلی سولفون می‌باشد. وظیفه دیگر جداکننده جلوگیری از مخلوط شدن هیدروژن و اکسیژن در الکترودها می‌باشد.

## واکنش‌های الکتروشیمیایی

### آند
در سمت این الکترود واکنش تولید اکیسژن مولکولی انجام می‌گردد و از طریق جاذب مختلف نظیر O, OH و OOH می‌باشد. واکنشس‌های محتمل در این الکترود در ادامه به شرح زیر آمده‌است، همچنین واکنش کلی که در آن رخ خواهد داد در انتهای واکنش‌ها آورده شده‌است:
| {\displaystyle \mathrm {OH} ^{-}\rightarrow \mathrm {OH} ^{*}+\mathrm {e} ^{-}} | {\displaystyle \left(1\right)} |

| {\displaystyle \mathrm {OH} ^{*}+\mathrm {OH} ^{-}\rightarrow \mathrm {O} ^{*}+\mathrm {H} _{2}\mathrm {O} +\mathrm {e} ^{-}} | {\displaystyle \left(2\right)} |

| {\displaystyle \mathrm {O} ^{*}+\mathrm {OH} ^{-}\rightarrow \mathrm {OOH} ^{*}+\mathrm {e} ^{-}} | {\displaystyle \left(3\right)} |

| {\displaystyle \mathrm {OOH} ^{*}+\mathrm {OH} ^{-}\rightarrow \mathrm {OO} ^{-*}+\mathrm {H} _{2}\mathrm {O} } | {\displaystyle \left(4\right)} |

| {\displaystyle \mathrm {OO} ^{-*}\rightarrow \mathrm {O} _{2(g)}+\mathrm {e} ^{-}} | {\displaystyle \left(5\right)} |

{\displaystyle 2\mathrm {OH} ^{-}\rightarrow \mathrm {H} _{2}\mathrm {O} +{\frac {1}{2}}\mathrm {O} _{2}+2\mathrm {e} ^{-}\quad (E^{0}=-0.40\,\mathrm {V\;vs.\;SHE} )}{\displaystyle \left(6\right)}

### کاتد
در این الکترود واکنش تولید هیدروژن انجام می‌گردد که با جذب آب شروع و با تجزیه ان ادامه می‌یابد. واکنش‌های مرتبط به این الکترود در ادامه آورده شده‌است: سه واکنش از ابتدای جذب اب وجود دارد که به ترتیب وجود دارد که عبارتند از ولمر، تافل و هفروسکی. در واکنش ولمر آب به یون‌های H و OH تجزیه می‌گردد، در تافل از کناره‌گیری دو یون هیدروژن یک مولکول هیدروژن تولید می‌شود و در واکنش هفروسکی نیز یون هیدروژن‌های تک دوباره با آب واکنش کرده و سبب تشکیل هیدروژن مولکولی بیشتری می‌گردد.
| Volmer step: {\displaystyle 2\mathrm {H} _{2}\mathrm {O} +2\mathrm {e} ^{-}\rightarrow 2\mathrm {H} ^{*}+2\mathrm {OH} ^{-}} | {\displaystyle \left(7\right)} |

| Tafel step: {\displaystyle 2\mathrm {H} ^{*}\rightarrow \mathrm {H} _{2}} | {\displaystyle \left(8\right)} |

| Heyrovsky step: {\displaystyle \mathrm {H} _{2}\mathrm {O} +\mathrm {H} ^{*}+\mathrm {e} ^{-}\rightarrow \mathrm {H} _{2}+\mathrm {OH} ^{-}} | {\displaystyle \left(9\right)} |

| {\displaystyle 2\mathrm {H} _{2}\mathrm {O} +2\mathrm {e} ^{-}\rightarrow \mathrm {H} _{2}+2\mathrm {OH} ^{-}\quad (E^{0}=-0.83\,\mathrm {V\;vs.\;SHE} )} | {\displaystyle \left(10\right)} |

## مقایسه با الکترولایزرهای PEM و SOEC
با توجه ویژگی‌های ذکر شده دربارهٔ این ماده و مواد مورد استفاده در آن می‌توان موارد زیر را دربارهٔ مقایسه آن در نظر گرفت.
1. هزینه کمتری به نسبت گروه‌های دیگر
2. دوام بالاتر در حین فرایند
3. خلوص بالاتر گاز تولید شده
4. انحلال پذیری کمتر کاتالیست مورد استفاده